# Санталовский
Санталовский — посёлок в Ясногорском районе Тульской области России. 
В рамках административно-территориального устройства является центром Санталовской сельской территории Ясногорского района, в рамках организации местного самоуправления включается в Теляковское сельское поселение.

## География
Расположен в 37 км к северо-востоку от Тулы и в 5 км к северо-востоку от райцентра, города Ясногорска.

## Население
| 2002 | 2010 |
| ---- | ---- |
| 766  | ↘697 |

Население — 697 чел. (2010).